# 张东平
张东平（1940年—），中國浙江镇海（今宁波镇海区）人。企業家，其父張敏鈺。妻刘黎芬。

## 经历
張東平之父為張敏鈺，其母親在他出生後不久病死。張永平及張安平為其異母弟。毕业于台湾成功大学矿冶系。后留学美国，获美国田纳西大学硕士学位。
留学美国期间，曾在美国全录公司和证券公司任职长达五年，学习美国企业管理经验。
回到台湾后，出任嘉新水泥和益新纺织公司之研究发展委员会主任委员。後任嘉新水泥公司副董事长兼副总经理。另外张东平还兼任数家关联企业和公司的董事长及总经理等职务。
張東平投資的嘉新電子（後改名兆麒實業）發生新台幣20億元的鉅額虧損，1983年，張東平避走美國，債務由其家族處理。其弟張安平回國接掌嘉新水泥。

## 评价
张东平被认为对于台湾水泥产业的发展有巨大贡献。张东平曾被选为台湾之“十大杰出企业家”。
经营理念上，推崇创新，曾提出“保持现状，即是落伍”，“精益求精，日新又新”等一系列经营理念，获推崇。张东平善于学习吸纳先进的企业管理成产经验，并善于调动职工的创造性和工作热情。曾被誉为“企业家的后起之秀”，在台湾实业界颇有影响。